# Affectio societatis
L'affectio societatis désigne la volonté commune entre plusieurs personnes physiques ou morales de s'associer. Elle constitue un élément caractéristique du contrat de société.

## Droit français
Il n’existe pas de définition légale de la volonté de s’associer. La jurisprudence l'a donc définie. Les articles 1832 et 1833 du Code civil français la font apparaître comme fondement même de cette notion.

## Droit québécois
Le vocable affectio societatis n'est pas littéralement contenu dans le Code civil du Québec, mais la jurisprudence et la doctrine ont dégagé  que les mots « dans un esprit de collaboration »  à l'article 2186 (1)  du Code civil du Québec concernant le contrat de société font référence à l'affectio societatis,. L'affectio societatis est par conséquent une condition essentielle à la formation du contrat de société.
« 2186. Le contrat de société est celui par lequel les parties conviennent, dans un esprit de collaboration, d’exercer une activité, incluant celle d’exploiter une entreprise, d’y contribuer par la mise en commun de biens, de connaissances ou d’activités et de partager entre elles les bénéfices pécuniaires qui en résultent. »